# Souvigné (Indre i Loira)
Souvigné és un municipi francès, situat al departament de l'Indre i Loira i a la regió de Centre – Vall del Loira. L'any 2007 tenia 717 habitants.

## Demografia

### Població
El 2007 la població de fet de Souvigné era de 717 persones. Hi havia 265 famílies, de les quals 51 eren unipersonals (38 homes vivint sols i 13 dones vivint soles), 63 parelles sense fills, 130 parelles amb fills i 21 famílies monoparentals amb fills.
La població ha evolucionat segons el següent gràfic:
Habitants censats

### Habitatges
El 2007 hi havia 319 habitatges, 265 eren l'habitatge principal de la família, 38 eren segones residències i 16 estaven desocupats. 314 eren cases i 4 eren apartaments. Dels 265 habitatges principals, 218 estaven ocupats pels seus propietaris, 42 estaven llogats i ocupats pels llogaters i 5 estaven cedits a títol gratuït; 1 tenia una cambra, 9 en tenien dues, 42 en tenien tres, 84 en tenien quatre i 130 en tenien cinc o més. 209 habitatges disposaven pel capbaix d'una plaça de pàrquing. A 109 habitatges hi havia un automòbil i a 138 n'hi havia dos o més.

### Piràmide de població
La piràmide de població per edats i sexe el 2009 era:
| Homes | Edats   | Dones |
| ----- | ------- | ----- |
| 0     | 95 o +  | 8     |
| 0     | 90 a 94 | 4     |
| 4     | 85 a 89 | 8     |
| 4     | 80 a 84 | 12    |
| 8     | 75 a 79 | 4     |
| 16    | 70 a 74 | 12    |
| 8     | 65 a 69 | 16    |
| 16    | 60 a 64 | 16    |
| 12    | 55 a 59 | 4     |
| 20    | 50 a 54 | 16    |
| 20    | 45 a 49 | 8     |
| 16    | 40 a 44 | 20    |
| 28    | 35 a 39 | 32    |
| 20    | 30 a 34 | 24    |
| 20    | 25 a 29 | 16    |
| 4     | 20 a 24 | 4     |
| 24    | 15 a 19 | 8     |
| 24    | 10 a 14 | 20    |
| 16    | 5 a 9   | 40    |
| 8     | 0 a 4   | 28    |

## Economia
El 2007 la població en edat de treballar era de 460 persones, 348 eren actives i 112 eren inactives. De les 348 persones actives 319 estaven ocupades (173 homes i 146 dones) i 28 estaven aturades (10 homes i 18 dones). De les 112 persones inactives 38 estaven jubilades, 45 estaven estudiant i 29 estaven classificades com a «altres inactius».

### Ingressos
El 2009 a Souvigné hi havia 296 unitats fiscals que integraven 782 persones, la mediana anual d'ingressos fiscals per persona era de 17.585 €.

### Activitats econòmiques
Dels 28 establiments que hi havia el 2007, 6 eren d'empreses de fabricació d'altres productes industrials, 8 d'empreses de construcció, 4 d'empreses de comerç i reparació d'automòbils, 1 d'una empresa de transport, 2 d'empreses d'hostatgeria i restauració, 1 d'una empresa immobiliària, 1 d'una empresa de serveis i 5 d'entitats de l'administració pública.
Dels 11 establiments de servei als particulars que hi havia el 2009, 3 eren tallers de reparació d'automòbils i de material agrícola, 2 paletes, 2 guixaires pintors, 2 fusteries, 1 lampisteria i 1 agència immobiliària.
L'any 2000 a Souvigné hi havia 19 explotacions agrícoles que ocupaven un total de 1.056 hectàrees.

## Equipaments sanitaris i escolars
El 2009 hi havia una escola elemental.

## Poblacions més properes
El següent diagrama mostra les poblacions més properes.